# Justus Lipsius

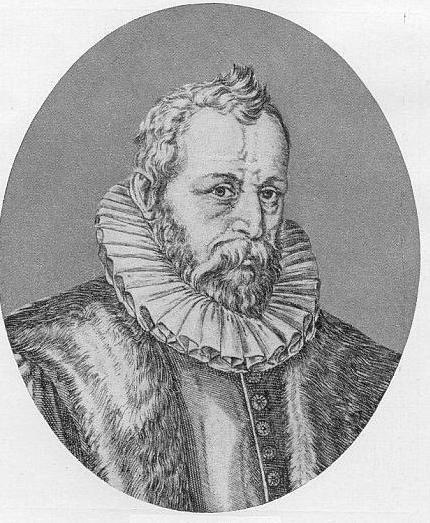
Justus Lipsius (1547-1606)

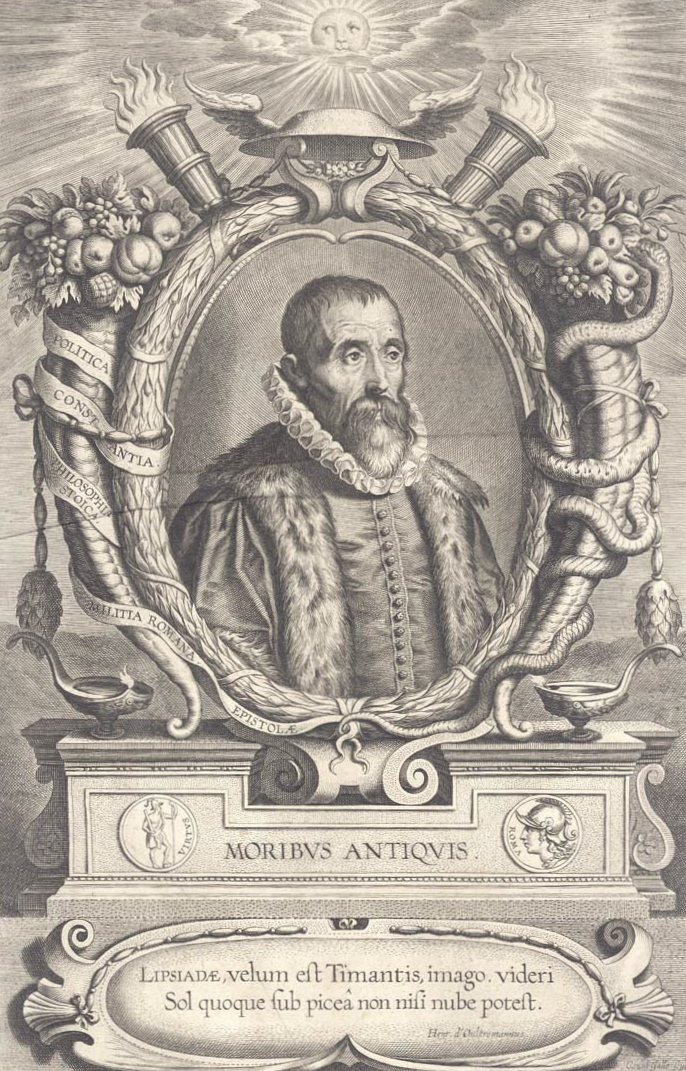
Justus Lipsius (1547-1606)

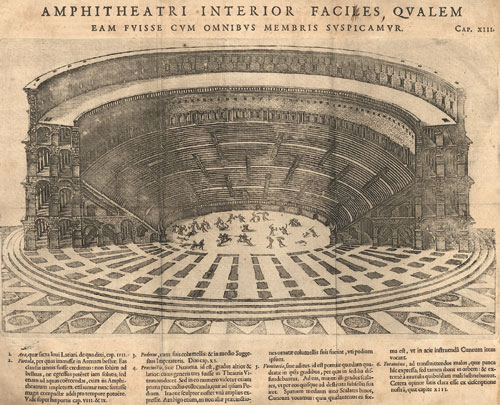
Ilustracja autorstwa Justusa Lipsiusa z De Amphitheatro Liber.

Justus Lipsius, Joost Lips lub Josse Lips (ur. 18 października 1547 w Overijse, zm. 23 marca 1606 w Leuven) – flamandzki filozof neostoicki, filolog klasyczny i historyk. Jeden z najwybitniejszych znawców języka, historii i kultury starożytnego Rzymu.
Urodzony w brabanckim mieście Overijse, został wcześnie wysłany na nauki do jezuickiego kolegium w Kolonii, ale kiedy miał 16 lat rodzice przenieśli go na uniwersytet w Leuven, gdyż nie chcieli, by został członkiem Towarzystwa Jezusowego.
Jego Orationes octolenae potissimum habitae e tenebris erutae et in gratiam studiosae iuventutis foras productae zostały umieszczone w index librorum prohibitorum dekretem z 1613 roku a Epistolarum (quae in centuriis non extant) decades xiix, quibus accedunt poematia eiusdem; omnia nunc noviter collecta evulgataque studio et opera doctorum virorum dekretami z 1626 roku.

## Dzieła
- Variarum lectionum libri IV, 1569
- Politicorum sive civilis doctrinae libri VI
- De constantia libri II, 1584
- Manuductio ad stoicam philosophiam
- Physiologia stoicorum
- Iusti Lipsi de Cruce: ad sacram profanamque historiam utiles, Éd. Jan Moretus, Antverpiae, ex officina Plantiniana, apud Ioannem Moretum, 1593
- De cruce libri tres, Antwerpia, 1629